# Артањан
Артањан (фр. Artagnan) насеље је и општина у јужној Француској у региону Миди Пирене, у департману Горњи Пиринеји која припада префектури Тарб.
По подацима из 2011. године у општини је живело 500 становника, а густина насељености је износила 101,21 становника/km². Општина се простире на површини од 4,94 km². Налази се на средњој надморској висини од 210 метара (максималној 214 m, а минималној 199 m).

## Демографија
| 1962. | 1968. | 1975. | 1982. | 1990. | 1999. | 2011. |
| ----- | ----- | ----- | ----- | ----- | ----- | ----- |
| 462   | 480   | 440   | 431   | 436   | 433   | 500   |

График промене броја становника у току последњих година